# Суданский союз — Африканское демократическое объединение
Суданский союз — Африканское демократическое объединение (фр. L’Union soudanaise-Rassemblement démocratique africain (US-RDA), в советской историографии — Суданский союз — АДО, Суданский союз — ДОА, Суданский союз — РДА) — правящая и единственная легальная политическая партия Мали в 1960 — 1968 годах.

## Основание партии
Суданский союз был создан 22 октября 1946 года в Бамако как секция межтерриториальной партии Африканское демократическое объединение на базе основанного в 1945 году Мамаду Конате Суданского блока (фр. Bloc Soudanais) и Демократической партии (фр. Parti démocratique) Модибо Кейты, действовавших во Французском Судане. Основанный на первом съезде Африканского демократического объединения, Суданский союз до своего роспуска в 1968 году носил приставку АДО (RDA). При распределении руководящих постов в новой партии Мамаду Конате стал президентом Суданского союза-АДО, а Модибо Кейта — генеральным секретарём партии.

## История партии

### Борьба за независимость страны
Суданский союз-АДО опирался на местное африканское население колонии, а также на националистические элементы мусульманской секты «Хамалийя», на торговцев Томбукту, Дженне и других городов, на суданских ветеранов Второй мировой войны, пользовавшихся влиянием в деревнях. Отличительной особенностью партии были активное участие в её повседневной политической жизни женщин и молодёжи. На III съезде АДО в 1957 году Кейта заявлял — «На всех территориях политическая активность женщин сильнее, чем мужчин. Если последние менее подвержены растерянности, то женщины напротив, менее чувствительны к почестям и, следовательно, меньше подвержены коррупции». Из провинциальных центров Французского Судана руководству партии постоянно шли сообщения, что молодёжь и женщины наиболее активно поддерживают все партийные инициативы. При этом женщины не были представлены в высшем руководстве партии.
Первоначально Суданский союз выступал единым фронтом с входившими во Всеобщую конфедерацию труда Франции профсоюзами Французского Судана, поддерживал тесные связи с другими секциями АДО и с Французской коммунистической партией. Суданский союз выступал за расширение автономии колонии, требовал замены назначаемых колониальной администрацией традиционных вождей выборными представителями населения. Основным конкурентом Суданского союза на политическом пространстве колонии стала Прогрессивная партия Судана (фр. Parti progressiste soudanais (PSP)) Фили Дабо Сиссоко, бывшая секцией Французской социалистической партии (СФИО), и в, отличие от Суданского союза, активно сотрудничавшая с колониальными властями.
8 — 10 ноября 1947 года прошёл I съезд Суданского союза-АДО, принявший документы с резкой критикой Прогрессивной партии Сиссоко и французских колониальных властей, однако на выборах 1946 и 1951 годов партия проигрывала Прогрессивной партии Судана, и в Национальное собрание Франции избирался Фили Дабо Сиссоко. Только на первых муниципальных выборах в колонии 12 апреля 1953 года Суданский союз-АДО получил 61,73 % голосов, в то время как Прогрессивная партия набрала только 32,49 %. Однако партия не получила полного контроля над административным центром колонии, так как мэр Бамако всё ещё назначался колониальными властями. Только после победы на муниципальных выборах 18 ноября 1956 года, когда Суданский союз получил 32 места против 5, завоёванных ППС, Модибо Кейта 26 ноября был назначен мэром Бамако.
К этому времени Суданский союз, как и всё Африканское демократическое объединение, уже разорвал тесный союз с французскими коммунистами и примкнул к французским социалистам, оттеснив Прогрессивную партию Судана. В 1962 году Кейта заявлял — «Приняв во внимание наши недостаточные средства и силы колониальной системы, мы решили прибегать к такой тактике, которая предотвратила бы репрессии. Именно поэтому мы примкнули к СФИО, программа которой нас удовлетворяла».
На выборах 2 января 1956 года руководители Суданского союза Мамаду Конате и Модибо Кейта были избраны в Национальное собрание Франции. Конате скончался 11 мая 1956 года и Кейта стал единственным лидером партии в качестве её генерального секретаря. На выборах в Законодательное собрание Французского Судана 21 марта 1957 года Суданский союз получил 35 мест из 40 и пришёл к власти в колонии.
Модибо Кейта и Суданский союз-АДО приложили немало усилий для создания обширной независимой федерации на основе французских колоний Западной Африки, которые должны были получить независимость. В начале 1959 года была создана Федерация Мали, в которую могли войти Французский Судан, Сенегал, Дагомея и Верхняя Вольта. В марте 1959 года Суданский союз вместе с Прогрессивным союзом Сенегала составил Партию африканской федерации (ПАФ) — правящую партию Федерации Мали, но продолжил действовать на территории Французского Судана. Модибо Кейта стал Генеральным секретарём Временного бюро ПАФ, в то время как во главе объединённой партии встал Леопольд Седар Сенгор. Несмотря на то, что секции Партии африканской федерации были созданы также в Дагомее, Верхней Вольте и Нигере, в саму Федерацию вошли только Французский Судан и Сенегал.

### Независимость
Федерация Мали, получившая независимость 20 июня 1960 года, оказалась недолговечной. Ровно через два месяца, 20 августа в Дакаре произошёл переворот и Сенегал заявил о своём выходе из Федерации. Высланные в Бамако Модибо Кейта и другие суданские лидеры, после безуспешных попыток восстановить Федерацию, созвали Чрезвычайный съезд Суданского союза. 22 сентября 1960 года съезд провозгласил образование независимой Республики Мали. Суданский союз, сохранивший приставку АДО, стал правящей и единственной политической партией нового государства.

### Курс на социализм
Через два года после провозглашения независимости, в сентябре 1962 года, состоялся VI съезд Суданского союза-АДО, который провозгласил курс на строительство в Мали социализма и объявил своей идеологической основой научный социализм. На съезде были намечены мероприятия по идеологическому и организационному укреплению партии и государственного аппарата страны.
Открытый поворот к строительству социализма ещё более усилил роль партии во всех областях жизни Мали. 18 — 23 февраля 1963 года в прошёл партийный семинар по вопросам экономической работы, 1 марта того же года в соответствии с решениями VI съезда были открыты областные партийные школы, в которых руководящие работники среднего звена прошли месячный курс политического обучения, включавший изучение принципов научного социализма. 9 июня Национальная конференция Суданского союза поручила Национальному Политбюро и правительству незамедлительно сделать взнос в фонд помощи национально-освободительным движениям Африки и оказать им военную помощь.
12 апреля 1964 года на выборах в Национальное собрание Мали за список Суданского союза проголосовали 99,9 % избирателей.
При этом контроль партии над всеми областями жизни малийского общества был настолько тотальным, что авторы вышедшего в СССР в 1984 году справочника «Политические партии современной Африки» отмечали: «Вступление в неё (в партию) означало лояльность режиму. Это привело к тому, что в неё практически вошло всё взрослое население страны».

### Связи Суданского союза — АДО и КПСС
Суданский союз-АДО была одной из первых и немногих африканских партий, установивших в 1960-х годах тесные политические, идеологические и организационные связи с Коммунистической партией Советского Союза. Уже весной 1961 года посетившая СССР первая партийно-правительственная делегация Мали во главе Мадейрой Кейтой положила начало сотрудничеству этих двух партий.
В 1962 году, на VI съезде Суданского союза, провозгласившем курс на построение социализма, присутствовала делегация ЦК КПСС во главе с секретарём ЦК Коммунистической партии Узбекистана М. М. Мусахановым, который выступил с приветствием от ЦК КПСС.
В сентябре 1963 года СССР посетила партийная делегация во главе с политическим секретарём Суданского союза Идриссом Диаррой, а в августе СССР вновь посетила партийная делегация во главе с секретарём Суданского союза Мадейрой Кейтой.
Весной 1965 года в Мали вернулась группа руководящих работников Суданского союза, закончившая обучение в Высшей партийной школе при ЦК КПСС, а в июне того же года было подписано соглашение о том, что СССР построит в Бамако в качестве дара от КПСС Высшую партийную школу Суданского союза-АДО.
В мае-июне 1966 года в вновь СССР находилась партийная делегация во главе с Идриссом Диаррой, которая была принята Л. И. Брежневым. В июне советский посол в Мали передал Суданскому союзу в дар от КПСС 25 легковых автомобилей «ГАЗ-69». В партийные школы СССР и социалистических стран Восточной Европы была направлена большая группа активистов Суданского союза.
15 — 22 июня 1967 года с СССР находилась партийно-правительственная делегация Мали во главе с членом Национального политбюро, министром юстиции Мадейрой Кейтой.
В октябре 1967 года Мали посетила делегация КПСС во главе с 1-м секретарём Коммунистической партии Армении А. Е. Кочиняном, которая передала в дар от КПСС Суданскому союзу здание Высшей партийной школы в Бамако. В ноябре делегация Суданского союза участвовала в Москве в торжествах, посвящённых 50-летию Октябрьской революции.
В 1968 году Суданский союз поддержал ввод войск стран Варшавского договора в Чехословакию. Радио Мали сообщило, что Национальный комитет защиты революции, как высший орган партии, одобрил ввод в Чехословакию войск пяти социалистических стран и считает, что «в борьбе за социализм и прогресс, социалистические страны перед лицом подрывной деятельности империалистов» должны взять на себя всю ответственность за сохранение своих завоеваний.

### События 1967—1968 годов
В сентябре 1966 года Модибо Кейта выступил с обращением по случаю 6-й годовщины независимости Мали и заявил: — «Некоторые политические работники имеют склонность усваивать мышление политических феодалов. Они больше не допускают дискуссии. Демократическая практика, позволяющая свободное выражение мнений, включая противоположные, представляется им как сепаратистская деятельность. Они начинают обвинять в антипартийной деятельности товарищей, виновных в их глазах в преступном противодействии».
В 1967 году в стране и в партии развернулись процессы, сходные с событиями в Китайской Народной Республике и Коммунистической партии Китая. В Мали повсеместно проходили митинги и собрания, на которых население, особенно молодёжь, критиковали функционеров Суданского союза, заявляя, что «в партию пробралось много скрытых врагов». Резко возросла роль Союза молодёжи Мали, члены которого начали активно выявлять факты коррупции и «обуржуазивания», выявлять ответственных работников, приобретавших автомобили и недвижимость.
В условиях поразившего страну экономического кризиса и внутрипартийной критики Национальное политбюро Суданского союза оказалось расколотым. Левое крыло руководства требовало продолжения строительства социализма, «умеренные» руководители настаивали на ликвидации убыточных государственных предприятий, отмене монополии внешней торговли, привлечении иностранного капитала и расширения связей с Францией и западными странами.
22 августа 1967 года Кейта выступил по радио Бамако и заявил, что много лет в Национальном политбюро нет единства и оно не проявило твёрдости в отстаивании революционных принципов: «Национальное политбюро больше не пользовалось доверием демократических организаций, которые все пришли к убеждению, что это руководство больше неспособно вести их к политическим и экономическим целям, которые партия поставила перед собой в сентябре 1960 года»,. В тот же день Национальное политбюро Суданского союза было распущено, высшим органом партии и высшим органом государственной власти был объявлен Национальный комитет защиты революции во главе с Модибо Кейтой.
В феврале 1968 года по всей стране были проведены выборы первичных партийных организаций. Открыто заявлялось, что целью этой компании было устранение с руководящих постов на местах всех «скрытых контрреволюционеров», коррупционеров, спекулянтов и казнокрадов. «Эссор» писала: «Национальный комитет защиты революции считает, что члены партии должны проявить свою заинтересованность, честность и объективность с тем, чтобы на руководящие посты в партии были избраны люди достойные, сознательные, смелые, способные выполнять стоящие перед нами трудные задачи».

### Роспуск и восстановление Суданского союза — АДО
19 ноября 1968 года молодые офицеры малийской армии свергли режим Модибо Кейты и сформировали новый высший орган власти — Военный комитет национального освобождения (ВКНО). 1 декабря радио Мали сообщило о решении ВКНО распустить все руководящие органы Суданского союза-АДО на всех уровнях, а 7 декабря 1968 года декретом ВКНО была отменена конституция Мали. Решением ВКНО деятельность Союза молодёжи Мали, Союза женщин Мали и других, интегрированных с Суданский союз, организаций была временно приостановлена, а Национальный союз трудящихся Мали, его местные бюро и организации на предприятиях — распущены.
С роспуском партии в течение следующих двух десятилетий её структуры и активисты оставалось в подполье, пока в 1990 году не присоединились к растущему демократическому движению против диктатуры Муссы Траоре, войдя в состав Альянса за демократию в Мали (АДЕМА), затем преобразованного в партию социал-демократического толка. После падения военного режима и установления в Мали в 1992 году многопартийной системы бывшие активисты Суданского союза заявили о возобновлении деятельности самостоятельной партии под тем же названием — Суданский союз — Африканское демократическое объединение.
На парламентских выборах 1992 года — первом многопартийном голосовании с 1959 года — Суданский союз — АДО завоевал восемь из 129 депутатских мест, став третьей по величине партией после АДЕМА (76 мандатов) и Национального конгресса за демократическую инициативу (9). На президентских выборах 1992 года партия выдвинула своим кандидатом Тьеуле Мамаду Конате, занявшим второе месте в первом туре голосования, но побеждённым во втором туре кандидатом АДЕМА Альфой Умаром Конаре 69% голосов против 31%.
На президентских выборах в мае 1997 года партия выдвинула кандидатуру писателя и экс-министра Сейду Бадиана Куяте, но он занял шестое место, набрав всего 1,6% голосов. Партия бойкотировала парламентские выборы в июле 1997 года после отмены выборов в апреле того же года. Куяте был исключён из партии в 1998 году; тогда же она раскололась на две фракции, одна из которых последовала за Дабой Диаварой и в 2001 году стала Партией за независимость, демократию и солидарность.
Суданский союз — АДО участвовал в парламентских выборах 2002 года в составе альянса «Конвергенция для перемен и изменений», получившего 10 депутатских мандатов. На парламентских выборах 2007 года партия вступила в Альянс за демократию и прогресс, поддерживавший президента Амаду Тумани Туре. Альянсу досталось 113 мест в Национальном собрании, из которых Суданский союз — АДО занял всего одно. В августе 2010 года партия объединилась с Блоком за демократию и африканскую интеграцию, сформировав Малийский союз за африканское демократическое объединение

## Задачи Суданского союза — АДО
В Уставе Суданский союз определялся как «политическая организация всего малийского народа», широкий союз антиимпериалистических сил, представляющая интересы крестьянства, мелкой буржуазии, национальной интеллигенции и молодого рабочего класса". «Основная задача партии, — говорилось в Уставе, — обеспечить благосостояние малийского народа путём построения социализма». Одной из резолюций VI съезда в 1962 году всем членам партии было вменено в обязанность изучение основ научного социализма, «без знания которых невозможно активное участие в построении социалистического общества».
При образовании Республики Мали съезд Суданского союза по докладу Мамаду Диарры ставил перед партией и правительством страны следующие задачи:
«незамедлительно и всеми силами приступить к экономической деколонизации;
- незамедлительно учредить новые экономические структуры, либо разрушая, либо развивая торговые связи в рамках социалистического планирования, основанного на африканских реалиях;
- использовать все средства, чтобы создать железнодорожную, дорожную, речную и воздушную инфраструктуру, отвечающую потребностям страны;
- интенсифицировать производство продукции сельского хозяйства с тем, чтобы увеличить внутреннее потребление и экспортный потенциал;
- использовать все средства для внедрения перерабатывающей промышленности с тем, чтобы избегать бесполезных дорогостоящих расходов;
- усилить поиски полезных ископаемых, чтобы превратить  Мали в государство, достойное современной Африки;
- экономика страны должна эффективно и всё более активно управляться и контролироваться государством, которое учредит Национальную службу внешней торговли и будет развивать кооперативный сектор».

• "s'attaquer immédiatement et vigoureusement à la décolonisation économique;
• instituer rapidement des structures économiques nouvelles en renversant et en développant les circuits commerciaux dans le cadre d'une planification socialiste fondée sur les réalités africaines;
• user de tous les moyens pour implanter une infrastructure ferroviaire, routière, fluviale et aérienne conforme aux besoins du pays;
• intensifier la production agricole pour augmenter la consommation intérieure et le potentiel d'exportation;
• user de tous les moyens pour l'implantation d'industries de transformation afin d'éviter des frais inutilement onéreux;
• accentuer les recherches minières pour faire du Mali un État digne de l'Afrique moderne;
И после распада Федерации Мали Суданский союз не отказался от идей панафриканизма. Было заявлено, что:
«верный своей традиционной линии, СС-АДО, еще раз подтверждает свою солидарность со всеми африканскими народами. Исходя из этого, конгресс настаивает на создании большого африканского Общего рынка со всеми братскими государствами, желающими эффективно противостоять другим континентам», и «предлагает, как следствие этого Общего рынка, (...) создание валютной зоны со всеми африканскими народами, которые согласятся в него вступить».
В области внешней политики Суданский союз выступал за ликвидацию военных баз западных держав на территориях других стран, за неприсоединение, полное и всеобщее разоружение, превращение Африки в безъядерную зону.

## Структура партии
Основой Суданского союза были 9758 комитетов городских кварталов, деревень или части одной деревни. Они осуществляли приём в партию, однако исключение из неё зависело от поста в партии — исключение члена областного комитета проводилось постановлением областного комитета, районного комитета — постановлением районного комитета. Комитеты низовых партийных групп избирали комитеты вышестоящих. Доминировал территориальный принцип, существовали и производственные ячейки на предприятиях, создаваемые с целью «развивать производство, воспитывать политически сознательных трудящихся». Руководитель предприятия автоматически входил в бюро политгруппы. Группы на уровне районов, областей, столицы, действовали под непосредственным руководством соответствующих комитетов. На уровне деревни и квартала комитеты контролировали местные исполнительные бюро молодёжи. Соответствующие исполнительные бюро существовали при комитетах районов и областей. При Политбюро существовала Национальная комиссия молодёжи, ответственная перед партией за всю работу с молодёжью". Целью такой системы было предотвратить превращение молодёжной организации в партию внутри партии и избежать обвинений в забвении интересов молодёжи.
Женской организации Суданского союза не существовало, Союз женщин Мали считался организацией общественной. Действовали низовые женские ячейки в деревнях, но при всех парткомах были ответственные за работу среди женщин, а при Национальном политбюро существовала Национальная комиссия по делам организации женщин.
Делегаты 9758 комитетов на районной партийной конференции избирали членов 229 районных политбюро, руководивших подсекциями (фр. sous-sections) — районными партийными организациями, а те на областных конференциях избирали областные политбюро 42 областей. Суданский союз делился соответственно на 42 сектора или секции (фр. sections), до августа 1967 года действовали 42 секционных политбюро. Раз в 3 года избранные секциями делегаты созывались на съезд, высший орган партии. Количество делегатов было пропорционально числу членов партии в области. Съезд выбирал Национальное политбюро (фр. Bureau politique national) из 19 человек, руководившее повседневной деятельностью партии в соответствии с директивами съездов,. В документах партии указывалось, что «Национальное политбюро контролирует деятельность Национального собрания и правительства республики». Из 19 членов Национального политбюро 6 входили в правительство: генеральный секретарь Модибо Кейта как президент Мали, секретарь по внешним связям Жан-Мари Коне как государственный министр, секретарь по административным и правовым вопросам Мамаду Мадейра Кейта как министр внутренних дел и министр юстиции, член Комиссии по внешним связям Барема Бокум как министр-делегат по африканским делам, секретарь по вопросам прессы Усман Ба как министр государственной службы, труда и общественных работ, секретарь по вопросам экономики, социальных дел и культуры Сейду Бадиан Куйяте как министр планирования и сельского хозяйства и комиссар по конфликтам Мамаду Голого как министр информации Мали.
(Политбюро Суданского союза в 1956 году состояло из 15 человек, из них: 9 госслужащих, 2 служащих частного сектора, 3 учителя и 1 представитель свободных профессий).
Бессменным Генеральным секретарём Суданского союза-АДО, координировавшим деятельность Национального политбюро, был Модибо Кейта. Существовал также пост Политического секретаря Суданского союза-АДО, который занимал Идрисса Диарра.
В перерывах между съездами созывались не реже одного раза в год национальные конференции Суданского союза.
В 1965 году численность партии составляла 1 500 000 членов, то есть в неё входил каждый третий гражданин Мали. В партию принимались без социальных ограничений. Как отмечали авторы советского издания «Политические партии Африки»: «В деревенском комитете сталкивались между собой интересы молодёжи и старейшин, в комитете городского квартала рабочий находился рядом с торговцем или мелким предпринимателем».
Под руководством Суданского союза-АДО действовали Национальный союз трудящихся Мали (Суданский союз трудящихся, профсоюзный центр), Союз молодёжи Мали, Союз женщин Республики Мали, Союз ветеранов войны, Малийский комитет защиты мира и Малийский комитет афро-азиатской солидарности.
Центральным печатным органом партии была газета «Essor» («Эссор», «Подъём»)

## Съезды Суданского союза — АДО
- I съезд — 8 — 10 ноября 1947 года, Бамако;
- II съезд — ? ;
- III съезд — 1952 год;
- IV съезд — 1955 год;
- V съезд — август 1958 года;
- Чрезвычайный съезд — 22 сентября 1960 года, Бамако,
- VI съезд — 10 — 13 сентября 1962 года, Бамако.